# Subregiones de Cesar

Subregiones del Cesar.

Con el nombre de subregiones se le conoce a las subdivisiones administrativas que conforman el departamento colombiano del Cesar. En total son 4 Subregiones que no son relevantes en términos de gobierno, y que fueron creadas para facilitar la administración del departamento; agrupan los 25 municipios del departamento, incluyendo a la capital.
Las subregiones del Cesar son las siguientes:

## Subregiones
| Centro                                                                                        | Norte                                                                      | Sur                                                                                         | Noroccidental                          |
| --------------------------------------------------------------------------------------------- | -------------------------------------------------------------------------- | ------------------------------------------------------------------------------------------- | -------------------------------------- |
| Becerril • Chimichagua • Chiriguaná • Curumaní • La Jagua de Ibirico • Pailitas • Tamalameque | Agustín Codazzi • La Paz • Manaure • Pueblo Bello • San Diego • Valledupar | Aguachica • Gamarra • González • La Gloria • Pelaya • Río de Oro • San Alberto • San Martín | Astrea • Bosconia • El Copey • El Paso |